# Vanessa Bell Calloway
Pour les articles homonymes, voir Calloway.
Vanessa Bell Calloway, est une actrice et danseuse américaine, née le 20 mars 1957 à Toledo, en Ohio.

## Biographie

### Carrière
Vanessa Bell Calloway commence sa carrière en tant que danseuse et se révèle dans son rôle de la Princesse Imani Izzi, la femme d'Eddie Murphy, dans le film Un prince à New York. Plus tard, elle joue dans Tina (1993), The Inkwell (1994), USS Alabama (1995) et Daylight (1996). Elle a également des rôles principaux dans des séries télévisées et téléfilms. Plus récemment, elle a des rôles récurrents dans Hawthorne : Infirmière en chef et Shameless. En 2016, elle est apparue dans le film First Date, relatif à la rencontre de Michelle Obama et Barack Obama. Elle a également joué dans la série Saints & Sinners. Elle a été nommée, à huit reprises, aux NAACP Image Awards.

### Vie personnelle
Elle est mariée à Anthony Calloway, depuis septembre 1988 : ils ont deux enfants,.

## Filmographie
Source : Internet Movie Database :
- 1965 : Des jours et des vies (TV Series)
- 1985 : La Force du destin (série télévisée)
- 1986 : Dynastie II (série télévisée)
- 1986 : Simon et Simon (série télévisée)
- 1986 : Falcon Crest  (série télévisée)
- 1987 : Number One with a Bullet (en)
- 1987 : 227 (en) (série télévisée)
- 1988 : The Loner (téléfilm)
- 1989 : Polly, téléfilm dansant produit par les Studios Disney, Nancy la nounou
- 1988 : The Return of Desperado (téléfilm)
- 1988 : Un prince à New York
- 1989 : 1st & Ten (en) (série télévisée)
- 1989 : Webster (en) (série télévisée)
- 1989 : Dans la chaleur de la nuit (série télévisée)
- 1989 : A Little Bit Strange (téléfilm)
- 1989 : Disney Parade (série télévisée)
- 1989 : Death Spa
- 1990 : Vic Daniels, flic à Los Angeles (série télévisée)
- 1990 : Equal Justice (en) (série télévisée)
- 1990 : Piece of Cake (en) (série télévisée)
- 1990 : China Beach (série télévisée)
- 1990 : Polly: Comin' Home! (en) (téléfilm)
- 1991 : La Loi de Los Angeles (série télévisée)
- 1991 : Le Père Dowling (série télévisée)
- 1990-1991 : Campus show (série télévisée)
- 1991 : Les 100 Vies de Black Jack Savage (série télévisée)
- 1991 : Doctor Doctor  (série télévisée)
- 1992 : Memphis (téléfilm)
- 1992 : Stompin' at the Savoy (téléfilm)
- 1992 : Bébé's Kids (en) (voix de Jamika)
- 1992 : Dream On (série télévisée)
- 1992 : Why Colors? (court-métrage)
- 1993 : Where I Live (série télévisée)
- 1992-1993 : Rhythm & Blues (en) (série télévisée)
- 1993 : Tina
- 1993 : The Sinbad Show (en) (série télévisée)
- 1994 : The Inkwell
- 1995 : Under One Roof (série télévisée)
- 1995 : Les Anges du bonheur (série télévisée)
- 1996 : USS Alabama
- 1996 : America's Dream de Paris Barclay, Bill Duke et Kevin Rodney Sullivan (téléfilm)
- 1996 : Daylight
- 1996 : The Cherokee Kid (en) (téléfilm)
- 1997 : Orleans (en) (série télévisée)
- 1997 : Sparks (en) (série télévisée)
- 1997 : Happily Ever After: Fairy Tales for Every Child (série télévisée)
- 1998 : The Temptations (en)(série télévisée)
- 1998 : ADN, menace immédiate (série télévisée)
- 1998 : The Gregory Hines Show (en) (série télévisée)
- 1998 : Archibald the Rainbow Painter
- 1998 : Moesha (série télévisée)
- 1998 : When It Clicks (court-métrage)
- 1999 : Malcolm & Eddie (en) (série télévisée)
- 2000 : A Private Affair (téléfilm)
- 2000 : Love Song (en) (téléfilm)
- 2001 : The Brothers
- 2001 : Diagnostic : Meurtre (série télévisée)
- 2001 : Boston Public (série télévisée)
- 2001 : Division d'élite (série télévisée)
- 2001 : All About You (film) (en)
- 2002 : À force de volonté (téléfilm)
- 2002 : Bad Boy
- 2002 : One on One (série télévisée)
- 2002 : Les Parker (série télévisée)
- 2003 : Biker Boyz
- 2003 : L'amour n'a pas de prix
- 2003 : Treize à la douzaine
- 2003-2004 : Shérifs à Los Angeles (série télévisée)
- 2003-2004 : Washington Police (série télévisée)
- 2004 : Les Experts : Miami (série télévisée)
- 2004 : La Vie avant tout (série télévisée)
- 2004 : Pryor Offenses (série télévisée)
- 2005 : Le Monde de Joan (série télévisée)
- 2006 : The Closer : L.A. enquêtes prioritaires (série télévisée)
- 2006 : All of Us (en) (série télévisée)
- 2007 : Stompin'
- 2008 : Harcelés
- 2009 : Les Experts (série télévisée)
- 2009 : Truly Blessed
- 2009 : Aussie and Ted's Great Adventure
- 2009 : The Killing of Wendy
- 2009 : Applause for Miss E (téléfilm)
- 2009 : Cold Case : Affaires classées (série télévisée)
- 2010 : Dexter (série télévisée)
- 2010 : Outlaw (en) (série télévisée)
- 2011 : Detroit 1-8-7 (série télévisée)
- 2011 : Let's Stay Together (série télévisée)
- 2010-2011: Hawthorne : Infirmière en chef (série télévisée)
- 2011 : La Loi selon Harry (série télévisée)
- 2012 : The Undershepherd
- 2012 : The Last Fall
- 2012 : Ringer (série télévisée)
- 2012 : A Beautiful Soul (en)
- 2012 : The Obama Effect
- 2012 : Go On  (série télévisée)
- 2013 : Between Sisters (téléfilm)
- 2013 : Holla II
- 2012-2013 : Rizzoli and Isles  (série télévisée)
- 2013 : Castle (série télévisée)
- 2014 : The Divorce (série télévisée)
- 2014 : NCIS : Enquêtes spéciales (série télévisée)
- 2014 : Reckless : La Loi de Charleston (série télévisée)
- 2014 : Almost Home (série télévisée)
- 2015 : To Hell and Back (téléfilm)
- 2015 : Emergency Contact (court-métrage télé)
- 2015 : About Scout (en)
- 2015 : First Murder (série télévisée)
- 2015 : Real Husbands of Hollywood (série télévisée)
- 2015 : Hand of God (série télévisée)
- 2015 : The Bricks (série télévisée)
- 2015 : In the Cut (en) (série télévisée)
- 2016 : LAPD African Cops
- 2016 : First Date
- 2011-2016 : Shameless
- 2016 : Grey's Anatomy (série télévisée)
- 2016 : Lark (court-métrage)
- 2016 : Love Under New Management: The Miki Howard Story
- 2016 : Post Life (court-métrage)
- 2016 : The Bounce Back
- 2016 : Hustle vs. Heartache
- 2016-2017 : Saints & Sinners (série télévisée - 16 épisodes)
- 2017 : The Preacher's Son
- 2017 : Message From A Mistress
- 2018 : Invincible : Le chemin de la rédemption (Unbroken: Path to Redemption)
- 2019 : Harriet de Kasi Lemmons
- 2020 : Coming 2 America de Craig Brewer